# Eragrostis hugoniana
Eragrostis hugoniana är en gräsart som beskrevs av Alfred Barton Rendle. Eragrostis hugoniana ingår i släktet kärleksgrässläktet, och familjen gräs. Inga underarter finns listade i Catalogue of Life.